# Jack Lauterwasser
John Jacob Lauterwasser, né le 4 juin 1904 à Londres et mort le 2 février 2003 à Bath en Angleterre, est un cycliste sur route britannique, qui a la particularité d'avoir remporté une médaille de bronze et d'argent dans la même course lors des Jeux olympiques d'été de 1928 à Amsterdam.

## Biographie

### Enfance
Né d'un père allemand originaire de Bavière ayant émigré en France puis en Angleterre à la fin du XIXe siècle, Lauterwasser grandit des logements insalubres près d'Oxford Street à Londres où ses parents tiennent une pâtisserie. Alors que son père est envoyé en Allemagne au début de la Première Guerre mondiale, Jack, sa mère et ses frères et sœurs déménagent à Highbury dans le nord de Londres. Il commence alors à travailler comme livreur à vélo pour une épicerie : « Nous habitions au-dessus d'un marchand de légumes et le commerçant m'a laissé emprunter le vélo. ».

### Débuts cyclistes
Lauterwasser rejoint le club cycliste de Finsbury Park en 1924 et remporte sa première course à l'âge de 13 ans, le contre-la-montre de 25 miles (40 km) organisé par son club pour les novices. Il augmente peu à peu la distance jusqu'à participer à des contre-la-montre de 12 heures : « J'étais vraiment un novice, un novice qui ne savait rien, mais lors de ma première saison, j'ai progressé pour devenir champion de club et gagner de bons contre-la-montre ». Il bat notamment le record de 50 miles de la Road Records Association en 1928.

### Jeux olympiques de 1928
Lauterwasser est sélectionné pour les Jeux olympiques d'Amsterdam en 1928 et s'y rend à vélo. Il participe au contre-la-montre de 168 km, en compagnie de ses compatriotes Frank Southall et John Middleton. Sa 5e place en 5 h 2 min 57 s, cumulée à la 2e de Southall et la 26e de Middleton, permet aux britanniques de remporter la médaille de bronze au classement par équipes. Quelques semaines plus tard, à la suite de la disqualification de l'Italie, ils reçoivent la  médaille d'argent, sans qu'on ne leur réclame leur médaille de bronze en retour. Il doit cependant attendre deux ans avant d'obtenir réellement cette médaille, son club considérant que la médaille lui appartenait. Il conserve ses deux médailles dans une boîte à biscuits.

### Après les Jeux olympiques
Quelques mois plus tard, il améliore de nouveau le record de 50 miles de la Road Records Association en 54 min 47 s et celui du 100 miles en 4 h 13 min 35 s, 18 minutes de mieux que le précédent record. Il remporte également la course de 12 heures du Polytechnic Cyclig Club, avec un record de 237,8 miles (382,702 km). Persuadé, comme d'autres personnes présentes, d'avoir parcouru une distance plus longue, il demande que le parcours soit mesuré de nouveau, ce qui est fait sept ans plus tard : Lauterwasser est alors crédité de 240 miles et 76 yards, ce qui fait de lui le premier coureur à dépasser les 240 miles et la moyenne de 20 mph.

### Après-carrière
En 1929, il ouvre un magasin de cycles à Holloway, un borough de Londres. Il fabrique alors des vélos, les Lauterweight dont le modèle le plus léger pèse 7,93 kg et invente une forme de guidon qui porte son nom. L'entreprise ne rencontre finalement par le succès : « C'était une belle époque, surtout dans l'immédiat après-guerre, mais ensuite, à l'aube des années 60, la bulle a éclaté. L'avènement du scooter, du cyclomoteur et de la voiture bon marché a marqué la fin de la popularité du vélo auprès de la population et le sport a également connu une baisse importante. ». 
Après la fermeture de la boutique, il déménage à Rudge. Il travaille pour la Birmingham Small Arms Company pendant la Seconde Guerre mondiale et fabrique des vélos pliants pour parachutistes. Une fois la paix revenue, il s'installe à Raleigh et travaille comme représentant commercial des années 1950 jusqu'au début des années 1960.
En 1965, il rejoint Alex Moulton à Bradford-on-Avon, pour fabriquer des vélos à suspension et aide à la conception du célèbre Moulton petit-cycles à roues. Il continue à travailler jusqu'à l'âge de 90 ans. Il meurt chez lui à 98 ans après une chute.

## Palmarès
- 1928
  -  Médaillé d'argent du classement par équipes aux Jeux olympiques d'Amsterdam (avec John Middleton et Frank Southall)
  - 5e de la course en ligne des Jeux olympiques